# André (zanger)
André (Armeens: Անդրե) (Stepanakert (Nagorno-Karabach, Azerbeidzjan, Sovjet-Unie), 8 juli 1979) is een Armeense zanger. Zijn echte naam is Andrei Hovnanian (Armeens: Անդրեյ Հովնանյան).

## Biografie
Toen André drie jaar oud was begon hij met zingen, met zijn familie als publiek. Drie jaar later begon hij met het nemen van pianolessen, en toen hij negen jaar oud werd schreef hij zijn eerste liedje prayer, waarin hij zijn waardering voor God liet zien.
Zijn professionele zangcarrière begon toen hij 15 jaar oud was en aan de muziekwedstrijd Road to Renaissance meedeed. De afgelopen jaren is André leadzanger geweest van de pop-jazzband, genaamd Karabagh, waarmee hij in heel Armenië en Nagorno-Karabach heeft gereisd.
Daarnaast heeft André aan talloze festivals en wedstrijden meegedaan in Azië, Oost-Europa en de Verenigde Staten. De meeste wedstrijden heeft hij eigenlijk wel gewonnen en bij de overige zat hij meestal wel in de top 3.

## Zangcarrière
André bracht in 2003 de cd Es em (Ik ben het) uit en in 2005 de cd Miayn Ser (Alleen liefde). Daarnaast werd André in zowel 2004 als 2005 uitgeroepen tot beste zanger van het land. Voor het West-Europese publiek werd André eigenlijk pas bekend bij zijn optreden op het Eurovisiesongfestival.

## Eurovisiesongfestival
André vertegenwoordigde Armenië op het Eurovisiesongfestival 2006 in de Griekse hoofdstad Athene. Dat was een dubbel grote eer, want het was de eerste keer dat Armenië zou gaan meedoen aan het festival. Aanvankelijk had de Armeense omroep ARMTV een nationale voorronde willen organiseren om op die manier een kandidaat te kunnen selecteren, maar daar werd om onduidelijke redenen van afgezien. Uiteindelijk werd André direct aangewezen om voor de Armenen te debuteren op het songfestival. Het nummer dat André ten gehore bracht is Without your love. Hij behoorde tot de tien beste van de halve finale en mocht door naar de finale, waar hij de 8e plaats behaalde, met 129 punten. Ondanks dit succes werd André in de periode rondom het songfestival veel bedreigd in Armenië.